# ATP Champions Tour 2011
Im Folgenden werden die Turniere der Herrentennis-Saison 2011 (ATP Champions Tour) dargestellt. Sie wurde wie die ATP World Tour und die ATP Challenger Tour von der Association of Tennis Professionals organisiert.

## Turnierplan 2011
| Vereinigte Staaten     | Delray Beach      | Delray Beach International Tennis Championships 2011 | The Delray Beach Stadium and Tennis Centre | Hard Court (Plexipave)          | 18.–22. Februar 2011            |
| Schweiz                | Zürich            | The BNP Paribas Zurich Open 2011                     | Saalsporthalle                             | Hartplatz (Rebound Ace) / Halle | 8.–12. März 2011                |
| Kolumbien              | Bogotá            | Seguros Bolivar Tennis Champions 2011                |                                            | Sand                            | 19.–22. Mai 2011                |
| Brasilien              | São Paulo         | Grand Champions Brasil 2011                          | Sociedade Harmonia de Ténis                | Sand                            | 26.–29. Mai 2011                |
| Belgien                | Knokke-Heist      | Optima Open 2011                                     | The Royal Zoute Tennis Club                | Greenset                        | 19.–21. August 2011             |
| Volksrepublik China    | Chengdu           | Chengdu Open 2011                                    | Sichuan International Tennis Centre        | Hartplatz                       | 27.–30. Oktober 2011            |
| Chile                  | Santiago de Chile | Royal Guard Champions 2011                           |                                            | Hartplatz / Halle               | 10.–13. November 2011           |
| Vereinigtes Königreich | London            | AEGON Masters Tennis 2011                            | The Royal Albert Hall                      | Hartplatz / Halle               | 30. November – 4. Dezember 2011 |